# Лазар Царевич
Лазар Царевич (чорн. Lazar Carević/Лазар Царевић, нар. 16 березня 1999, Цетинє) — чорногорський футболіст, воротар португальського клубу «Фамалікан» та національної збірної Чорногорії. Виступав також за низку чорногорських і закордонних клубів.

## Клубна кар'єра
Лазар Царевич народився 1999 року в місті Цетинє, та є вихованець футбольної школи клубу «Грбаль». У 2015 році Царевич розпочав грати в основній команді клубу, в якій виступав до 2017 року, взявши участь у 64 матчах чемпіонату. У 2017 році воротар перейшов до другої команди іспанського клубу «Барселона» «Барселона Б», та грав за команду дублерів головного каталонського клубу до 2022 року.
У 2022 році футболіст уклав контракт із сербським клубом «Воєводина», у складі якого виступав до 2024 року. З 2024 року чорногорський воротар грає у складі португальського клубу «Фамалікан».

## Виступи за збірні
У 2014 році Лазар Царевич дебютував у складі юнацької збірної Чорногорії, загалом на юнацькому рівні взяв участь у 17 іграх, пропустивши 31 гол.
Протягом 2016—2020 років Царевич грав у складі молодіжної збірної Чорногорії. На молодіжному рівні зіграв у 10 офіційних матчах, пропустив 12 голів.
У 2022 році Лазар Царевич дебютував у складі національної збірної Чорногорії. Станом на середину червня 2025 року футболіст зіграв у складі національної збірної 2 матчі.

## Титули і досягнення
- Переможець Юнацької ліги УЄФА (1): 2017-18